# Isaura Espinoza
Isaura Espinoza (Piedras Negras, 25 de agosto de 1956) é uma atriz mexicana.

## Filmografia

### Televisão
- Médicos, línea de vida (2019) ... Violeta
- Ringo (2019) .... Advogada Avendaño

- Por amar sin ley (2018) .... Juez Alina Miranda
- Hijas de la luna (2018) .... Madre superiora
- El color de la pasión (2014) .... Clara Rosales
- Abismo de pasión (2012) .... Maru
- Zacatillo, un lugar en tu corazón (2010) .... Belarmina
- Fuego en la sangre (2008) .... Hortensia
- Lola, érase una vez (2007-2008) .... Éter Holbein
- Amar sin límites (2006) .... Isela
- Duelo de pasiones (2006) .... Blanca de Bernal
- Alborada (2005) .... Eusebia
- Niña amada mía (2003) .... Paz Guzmán
- Navidad sin fin (2001) .... Teresa
- Carita de ángel (2000) .... Genoveva
- Por tu amor (1999) .... Alejandra Avellán de Robledo
- Tres mujeres (1999) .... Diana Carmona
- El privilegio de amar (1998-1999) .... Ella misma
- Ángela (1998) .... Norma Molina
- Gotita de amor (1998) .... Desdémona Mayoral
- La jaula de oro (1997) .... Dolores
- Sentimientos ajenos (1996) .... Aurora Mendiola
- La antorcha encendida (1996) .... Martha
- La paloma (1995) .... Teresa Tovar de López Yergo
- Corazón salvaje (1993) .... Amanda Monterrubio vda. de Romero Vargas
- Balada por un amor (1990) .... Lidia Mercader
- Cicatrices del alma (1986) .... Diana
- Marionetas (1986) .... Elvira García
- Una mujer marcada (1979)

### Cinema
- Huevos Rancheros (1982)
- Playa prohibida (1985) .... Carmen
- Trágico terremoto en México (1987) .... Angela, enfermera
- Un hombre y una mujer con suerte (1992)
- El alimento del miedo (1994)
- El tigre de Santa Julia (2002)